# Maznîkî, Derajnea
Maznîkî (în ucraineană Мазники) este o comună în raionul Derajnea, regiunea Hmelnîțkîi, Ucraina, formată numai din satul de reședință.

## Demografie
Componența lingvistică a comunei Maznîkî
     Ucraineană (98,6%)
     Alte limbi (0,98%)
Conform recensământului din 2001, majoritatea populației comunei Maznîkî era vorbitoare de ucraineană (98,6%), existând în minoritate și vorbitori de alte limbi.